# Canton de Limoges-Vigenal
Le canton de Limoges-Vigenal est une ancienne division administrative française située dans le département de la Haute-Vienne et la région Nouvelle-Aquitaine. À la suite du redécoupage cantonal de 2014, le canton est fondu dans ceux de Limoges-2 et Limoges-4.

## Histoire
Le canton a été créé en 1985 en scindant en deux celui de Limoges Couzeix.

## Représentation
| Période | Période | Identité                    | Étiquette | Qualité                                                                                                  |
| ------- | ------- | --------------------------- | --------- | --- |
| 1985    | 1998    | Georges Fréseau (1928-2008) | PS        | Adjoint au maire de Limoges (1983-1995)                                                                  |
| 1998    | 2015    | Pierre Lefort               | PS        | Professeur d'université, adjoint au maire de Limoges (1995-2014) Elu en 2015 dans le Canton de Limoges-4 |

## Composition
Le canton de Limoges-Vigenal groupe une fraction de communes et compte 10 857 habitants au recensement de 2010.
| Communes | Population (2012) | Code postal | Code Insee |
| -------- | ----------------- | ----------- | ---------- |
| Limoges  | 10 857            | 87280       | 87085      |

## Démographie
| 1962 | 1968 | 1975 | 1982 | 1990 | 1999   | 2006   | 2010   |
| ---- | ---- | ---- | ---- | ---- | ------ | ------ | ------ |
| -    | -    | -    | -    | -    | 10 177 | 11 032 | 10 857 |